# Interrupce v Gruzii
Interrupce v Gruzii je na požádání legální během prvních 12 týdnů těhotenství. Mezi dvanáctým a dvacátým druhým týdnem lze potraty provádět ze zdravotních důvodů za podmínek stanovených ministerstvem zdravotnictví, práce a sociálních věcí. Po dvacátém druhém týdnu potraty navíc vyžadují schválení tříčlenné lékařské komise. Zákon upravující potraty byl zaveden v roce 2000.
Míra potratů v Gruzii během 90. let 20. století prudce klesla z 41,1 potratů na 1 000 žen ve věku 15 až 44 let v roce 1992 na 21,9 v roce 1996 a 19,1 v roce 2005. Tento pokles byl přičítán zvýšenému používání moderních antikoncepčních prostředků.
V roce 2010 činila míra potratů 26,5 potratů na 1 000 žen ve věku 15 až 44 let, což patří mezi nejvyšší míry potratů na světě. Studie z roku 2005 zjistila, že ženy v Gruzii v průměru podstoupily v životě 3,1 potratů, což byla tehdy nejvyšší míra na světě; do roku 2010 tato statistika klesla na 1,6 potratů.
Většina Gruzínců je proti legálním potratům. Průzkum organizace Caucasus Barometer v roce 2013 zjistil, že 69 % Gruzínců se domnívá, že potrat nelze nikdy ospravedlnit. Průzkum veřejného mínění provedený organizací Pew Research Center, zveřejněný v květnu 2017, zjistil, že legální potraty ve většině nebo ve všech případech podporovalo pouze 10 %.
Studie dat z let 2005–2009 zjistila, že poměr pohlaví při narození je 121 mužů na každých 100 žen, což naznačuje, že může docházet k pohlavně selektivním potratům.